# Terriblement heureux
Pour plus de détails, voir Fiche technique et Distribution.
Terriblement heureux (Frygtelig lykkelig) est un film policier danois réalisé par Henrik Ruben Genz et sorti en 2008. Le scénario du film s'inspire du roman du même nom d'Erling Jepsen paru en 2004.
L'histoire est celle d'un flic de Copenhague qui déménage dans une petite ville après une dépression nerveuse.

## Synopsis
Robert Hansen, un policier de Copenhague, menace sa femme et son amant avec son arme à feu, est renvoyé de la police pour thérapie, puis affecté à  Tønder, dans le petit village de Skarrild, au sud du Jutland, où il est l'unique policier.
Il apprend rapidement qu'un citadin, Jørgen, bat sa femme, Ingelise Buhl, une étrangère tout comme lui, et il tente de la persuader de porter plainte contre son mari. Robert se rend au domicile du couple, entre par une porte ouverte et trouve Jørgen évanoui dans les escaliers menant à leur chambre. Il trouve Ingelise couchée dans son lit, après avoir été battue, et elle commence à le séduire. Il succombe, et quand les gémissements d'Ingelise menacent de réveiller Jørgen, Robert l'étouffe et la tue accidentellement avec un oreiller. Il parvient à se faufiler à l'extérieur sans réveiller Jørgen.
Alors que Robert se prépare à assister aux funérailles d'Ingelise, il se rend compte qu'il a perdu un bouton de sa poche d'uniforme. Lors du déjeuner funéraire, le prêtre lui conseille de garder un œil sur Jørgen car les villageois n'aiment pas les tueurs de femmes et ils croient tous que Jørgen est coupable. Cette nuit, Robert se gare devant la maison de Jørgen et le matin, il voit plusieurs hommes arriver dans deux voitures et emmener Jørgen. Il les suit jusqu'à la périphérie de la ville, où ils forcent Jørgen sous la menace d'une arme à entrer dans une tourbière. Robert sort son pistolet, le braque sur les hommes et leur dit de renoncer. Il parvient à sortir Jørgen de la tourbière et à le ramener chez lui. Il trouve ensuite  Dorthe, la fille de Jørgen, cachée chez l'épicier, où elle lui dit qu'elle l'a vu quitter sa maison la nuit où Ingelise est décédée. Il parvient à la convaincre que c'est un malentendu et la ramène auprès de son père.
Plus tard, Jørgen va au bar et défie Robert dans un duel d'alcool. Après six bières et cinq shots chacun, les deux finissent à l'appartement de Robert, où Jørgen sort le bouton d'uniforme manquant de Robert. Il a une idée de ce qui s'est passé, alors Robert va chercher le pistolet dans le tiroir de son bureau et tire sur Jørgen. Il emmène ensuite le corps de Jørgen dans la tourbière. Il rentre en ville et s'endort dans sa voiture de police.
Le lendemain matin, le chef de la police de Tønder emmène Robert afin d'enquêter sur une botte (celle de Jørgen) trouvée dans la tourbière. Alors qu'il s'attend au pire, le chef de la police lui dit qu'ils pourraient simplement dire que Jørgen s'est suicidé.
Robert fait ses valises et se prépare à quitter Skarrild. Il s'arrête chez des connaissances avec qui il jouait aux cartes pour dire au revoir, mais on lui dit qu'ils savent exactement ce qui s'est passé avec Ingelise et Jørgen. Ils lui disent qu'ils sont heureux de s'être débarrassé de Jørgen parce que cela a réduit la tension au village, mais qu'ils savent des choses à son sujet qui pourraient lui faire du mal à Copenhague. Un des joueurs, l'épicier, ajoute : « Tu es notre homme maintenant, Robert ». Robert s'assoit à la table pour devenir le quatrième joueur.

## Fiche technique
- Titre : Terriblement heureux
- Titre original : Frygtelig lykkelig
- Titre international : Terribly Happy
- Réalisation : Henrik Ruben Genz
- Scénario : Henrik Ruben Genz, Dunja Gry Jensen , d'après un roman d'Erling Jepsen
- Photographie : Jørgen Johansson
- Montage : Kasper Leick
- Musique : Kaare Bjerkø, Jørgen Johansson
- Pays de production : Danemark
- Langue originale : danois
- Format : couleur
- Genre : Policier, thriller et néo-noir[1]
- Durée : 90 minutes
- Dates de sortie :
  - Tchéquie : 5 juillet 2008 (Festival international du film de Karlovy Vary)
  - Belgique : 14 octobre 2008 (Festival international du film de Flandre-Gand)
  - Belgique : 10 juin 2009

## Distribution
- Jakob Cedergren : Robert Hansen
- Lene Maria Christensen : Ingerlise Buhl
- Kim Bodnia : Jørgen Buhl
- Lars Brygmann : Dr Zerleng
- Anders Hove (en) : Købmand Moos
- Jens Jørn Spottag : Politimester
- Henrik Lykkegaard : Præst
- Bodil Jørgensen : Bartender
- Peter Hesse Overgaard : Helmuth
- Niels Skousen : Hansi
- Lars Lunøe : Nissum
- Sune Q. Geertsen : Øko' Tage (comme Sune Geertsen)
- Mathilde Maack : Dorthe
- Ahn Le : Fru Købmand Moos
- Taina Anneli R. Berg : Lone 'TP' (comme Taina Anneli Berg)
- Puk Scharbau : Hannes Stemme (voix)
- Kenn Bruun : Svend 'Mangler Penge'
- Mads Ole Langelund Larsen : Knud 'Langfinger'
- Joakim Schierning : Jannik
- Bent Larsen : Betjent
- Thorkild Demuth : Naboen
- Morten Bjørn : Police Officer

## Accueil
Le film reçoit de bonnes critiques de la part des critiques de cinéma. Le site Rotten Tomatoes montre que 88% des 48 critiques (tous sauf un des 16 meilleurs critiques) ont donné au film une critique positive, avec une note moyenne de 7,3 sur 10, concluant que "ce thriller noir danois angoissant oriente le public vers certains un territoire agréablement inattendu." Metacritic, qui attribue une note moyenne pondérée sur 1 à 100 critiques de critiques de cinéma, donne une note de 74 sur la base de 18 critiques.
Alissa Simon de Variety a écrit que "Un village du sud du Jutland cache autant de secrets que la tourbière voisine dans Terriblement Heureux du réalisateur danois Henrik Ruben Genz".
Selon Ed Symkus de Holland Sentinel "S'il n'y avait pas les voitures, les téléphones et le cadre contemporain d'une petite ville, "Terriblement Heureux" pourrait facilement être confondu avec un bon vieux western ".
Stephen Holden du New York Times a été cité disant que "Terriblement Heureux n'est pas un film d'horreur mais un thriller psychologique plein d'esprit et savamment construit", tandis que V.A. Musetto du New York Post a qualifié les acteurs de "charmants taiseux" et a qualifié la vision du réalisateur de "ajout à l'aura étrange de ce film".
Elise Nakhnikian de Slant Magazine a comparé le film à Blood Simple des frères Coen , mais a ensuite rétracté cette comparaison, affirmant que "[ce] parallèle n'est pas parfait non plus", ajoutant son sentiment personnel: "les Coens méprisent les gens de Blood Simple, détaché et un peu méprisant, tandis que Henrik Ruben Genz et le scénariste Dunja Gry Jensen semblent être beaucoup plus sympathiques à l'égard de leurs personnages aux pieds d'argile".

## Distinctions
Le film a été nommé pour six prix Bodil et en a reçu cinq (meilleur film, meilleur acteur pour Jakob Cedergren, meilleure actrice pour Lene Maria Christensen, meilleur second rôle féminin pour Lene Maria Christensen, meilleur second rôle masculin pour Kim Bodnia et meilleure photographie partagé avec le film Les Soldats de l'ombre). Kaare Bjerkø a également reçu un Bodil spécial pour ce film, le film Det som ingen ved et le film Lille soldat.
Terriblement Heureux est projeté pour la première fois lors de la 43e édition du festival International de Karlovy Vary in July 2008, en Tchéquie, où il a remporté le Crystal Globe (Grand Prix).
Le film remporte plusieurs Robert Awards in 2009, incluant le Meilleur film Danois, Meilleur Réalisateur, Meilleure Actrice, Meilleur Acteur, Meilleure mise en scène, et le Meilleur scénario.
Il est également nommé dans la sélection officielle Danoise dans la catégorie Meilleur film étranger pour la 82e Cérémonie des Oscars en mars 2010.